# Trhypochthoniellus reticulatus
Trhypochthoniellus reticulatus är en kvalsterart som beskrevs av Rainer Willmann 1931. Trhypochthoniellus reticulatus ingår i släktet Trhypochthoniellus och familjen Trhypochthoniidae. Inga underarter finns listade i Catalogue of Life.